# Negroni

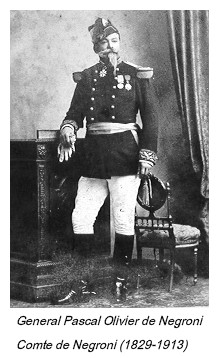
Camillo Negroni

Negroni är en cocktail, gjord på en del gin, en del röd Vermouth, och en del Campari, garnerad med apelsinskal. Det är en aperitif, som tillsammans med Americano är känd som röda Martini-drinkar.

## Historia
Drinkens ursprung är okänt, men enligt många utsagor ska den ha mixats första gången 1919 på Caffè Casoni (tidigare Caffè Giacosa, nu Caffè Roberto Cavalli) i Florens. Överste Camillo Negroni skapade den genom att be bartendern, Fosco Scarselli, att spetsa hans favoritcocktail, Americano, genom att lägga till gin istället för sodavatten. Bartendern garnerade med apelsinskal istället för citronskal, som används till Americano, för att markera att det var en annan drink.